# Femunden
Femund is een meer in Noorwegen dat in de provincies Trøndelag en Hedmark  ligt. Het is het op twee na grootste meer van het land. Femund ligt voornamelijk in de gemeente Engerdal. 
Het meer wordt gevoed door de rivier de Rogen. Aan de zuidkant stroomt het meer uit in de rivier de Femund die overgaat in de Trysilelva en naar Zweden stroomt.

## Geschiedenis

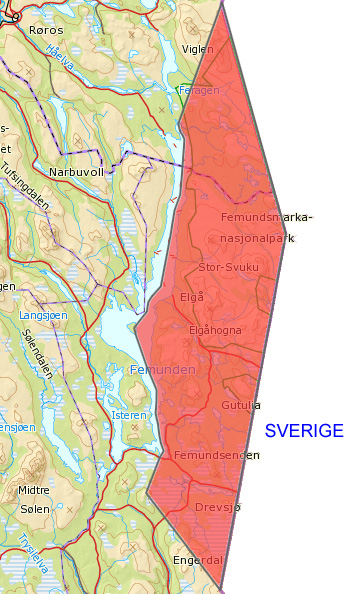
In rood Femundsmarka

De grens tussen Zweden en Noorwegen is in de 17e en 18e eeuw meermalen verschoven als gevolg van oorlogen tussen beide landen. In het begin van de 17e eeuw werd het meer, dat eerder altijd Noors was geweest, deel van de grens. Volgens Zweden liep de grens door het midden van het meer. Voor Noorwegen was dat niet aanvaardbaar. De kopermijnen van Røros hadden grote behoefte aan hout en daarvoor was voldoende aanplant in de directe omgeving noodzakelijk. Bij het grensverdrag van 1751 kwamen beide landen uiteindelijk overeen dat de grens een stuk ten oosten van het meer kwam te liggen. Het Noorse gebied ten oosten van het meer staat sindsdien bekend als Femundsmarka.